# Spar
Spar (Picea) is een geslacht van houtige  planten uit de dennenfamilie (Pinaceae). De naaldbomen dragen bij aan de bossen op het noordelijk halfrond. Verschillende soorten van het geslacht staan niet alleen in het bos, maar worden ook gekweekt voor de sier. Voor sierdoeleinden zijn er cultivars met verschillende vormen, zoals een bol, een piramide, een dwergvorm en een treurvorm.
De bomen behouden het hele jaar door hun naalden.
Sparren zijn van dennen (Pinus) te onderscheiden doordat de naalden bij sparren alleenstaand zijn en bij dennen met twee of soms meer bij elkaar staan. Sparren hebben bovendien platte, driehoekige of vierhoekige naalden en dennen ronde. Bij de fijnspar (Picea abies) staan de naalden rondom de twijg. Bij zilversparren (Abies) en bij de douglasspar (Pseudotsuga menziesii), staan ze in hetzelfde vlak in twee rijen aan weerskanten van de twijg. In tegenstelling tot zilversparren (Abies) komt bij sparren een deel van de bast mee als een naald wordt uitgetrokken. Er zit bij sparren dus altijd een vlaggetje aan de losgetrokken naald.
De takken staan in kransen rondom de stam. De zijtakken staan in twee rijen min of meer tegenover elkaar.
Van veel soorten zijn de naalden aan de horizontale takken zodanig omgekeerd dat de onderkant naar boven wijst. De bovenkant is morfologisch gezien dus eigenlijk de onderkant.
De leerachtige kegelvruchten hangen aan de takken en kleuren in de herfst bruin. De zaden zijn dan rijp, maar kunnen pas uit de kegel vallen als de schubben uit elkaar gaan staan, wat pas in het volgend voorjaar gebeurt. In de daaropvolgende herfst vallen deze kegels dan af.

## Soorten
- geslacht Spar (Picea)
  - Clade I

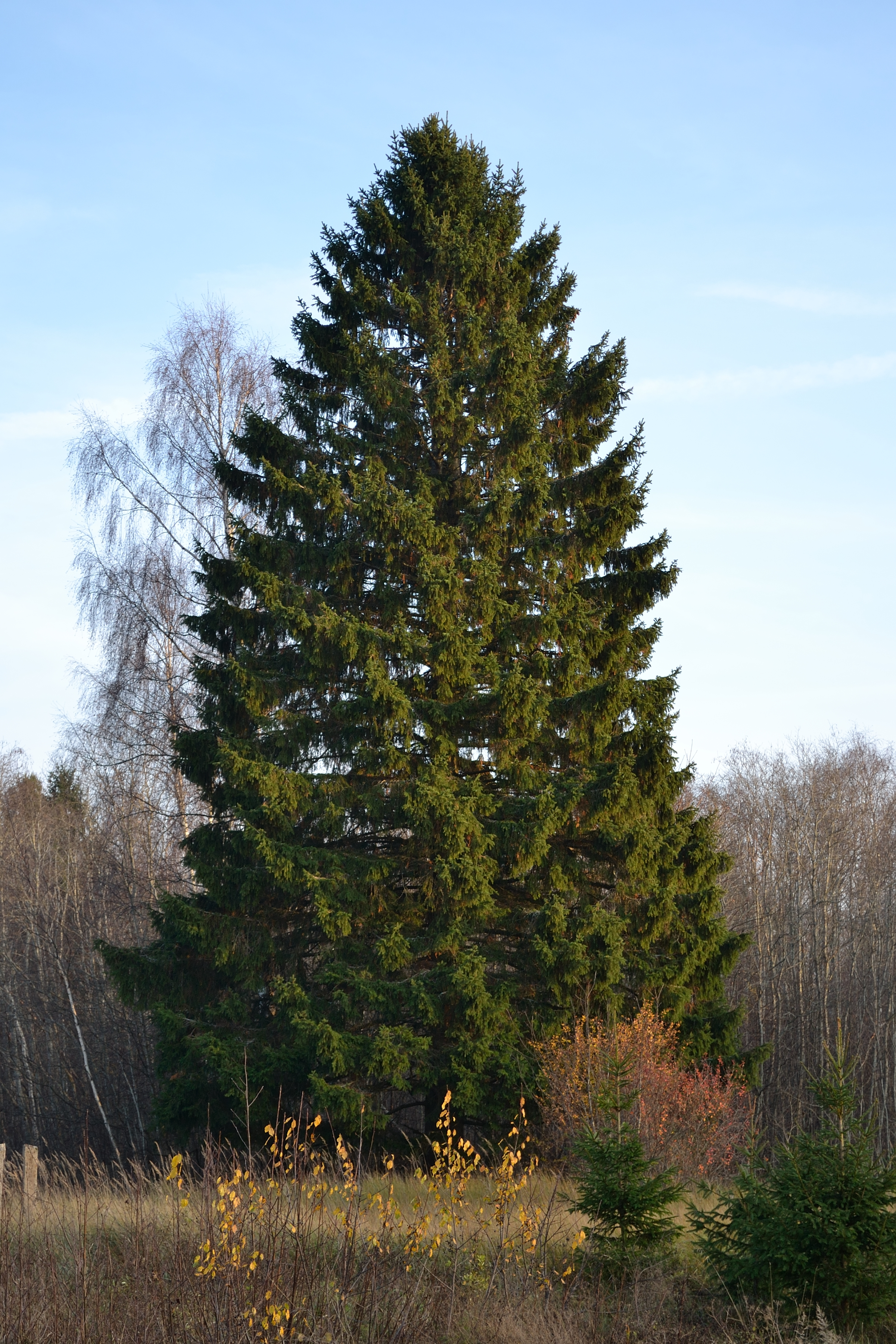
Picea abies

    - Brewers treurspar (Picea breweriana)

  - Clade II
    - Sitkaspar (Picea sitchensis)

  - Clade III
    - Engelmanspar (Picea engelmannii)
    - Witte spar (Picea glauca)

  - Clade IV
    - Picea brachytyla
    - Chihuahuaspar (Picea chihuahuana)
    - Burmese spar (Picea farreri)
    - Picea likiangensis
    - Picea martinezii
    - Picea maximowiczii
    - Picea morrisonicola
    - Picea neoveitchii
    - Kaukasische spar (Picea orientalis)
    - Picea purpurea
    - Kirgiezenspar (Picea schrenkiana)
    - Picea smithiana
    - Picea spinulosa
    - Picea torano
    - Picea wilsonii

  - Clade V
    - Fijnspar (Picea abies)
    - Picea alcoquiana ("P. bicolor")
    - Picea alpestris
    - Picea asperata
    - Picea crassifolia
    - Picea glehnii
    - Jezospar (Picea jezoensis)
    - Picea koraiensis
    - Picea koyamae
    - Zwarte spar (Picea mariana)
    - Picea meyeri
    - Siberische spar (Picea obovata)
    - Servische spar (Picea omorika)
    - Blauwe spar (Picea pungens)
    - Picea retroflexa
    - Picea rubens

### Fijnspar
De fijnspar (Picea abies, synoniem: Picea excelsa) komt voor in Noord- en Oost-Europa en in grote delen van Azië. De fijnspar kan 40 m hoog worden en wordt doorgaans 100 tot 150 jaar oud. Er zijn bomen bekend die 220 jaar oud zijn. De schors van de Fijnspar heeft een roodachtige kleur. De naalden zijn 1,2-2,4 cm lang. De lichtbruine kegels zijn 10-19 cm lang en gesloten 2,5 cm dik. Het timmerhout van de fijnspar wordt vuren genoemd.

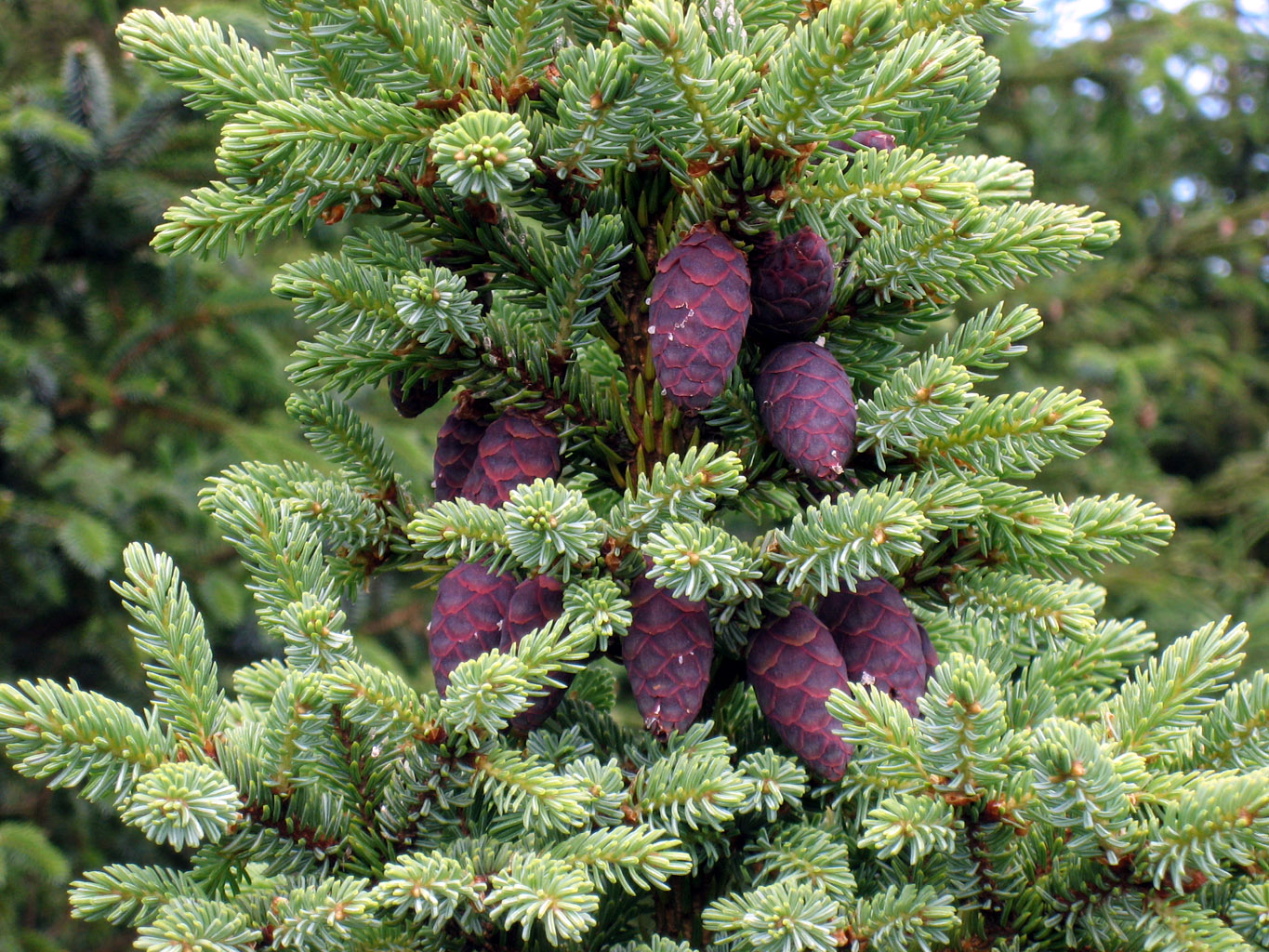
Zwarte spar (Picea mariana)

De slangenspar (Picea abies 'Virgata') is een cultivar die zo wordt genoemd om de willekeurig kronkelende takken.

### Blauwe spar
De blauwe spar (Picea pungens) komt van nature voor in Noord-Amerika en kan daar 30 m hoog worden. In Canada komt deze soort alleen in struikvorm voor. In Alaska kan deze soort zelfs groeien in bodems die tot meer dan 50 cm diep blijvend zijn bevroren, maar blijft dan wel zeer laag. De blauwe spar dankt zijn naam aan de blauwige glans van zijn naalden.

### Sitkaspar
De sitkaspar komt van nature voor langs de noordwestkust van Noord-Amerika in vochtige gebieden van Noordwest-Californië tot in Alaska en komt in de regel niet verder dan 60 km uit de kust voor. Soms komt de plant tot 200 km uit de kust voor in valleien. De boom kan 80 m hoog worden en de takken hangen enigszins. De bast is in het begin grijs later purperachtig bruin. De naalden zijn driehoekig en worden 1,5-2,5 mm lang. Omstreeks 1970 werd in Nederland in plaats van Fijnspar de Sitkaspar als bos aangeplant. In totaal wordt het areaal aan sitkasparren in Nederland op minder dan 2000 ha geschat.

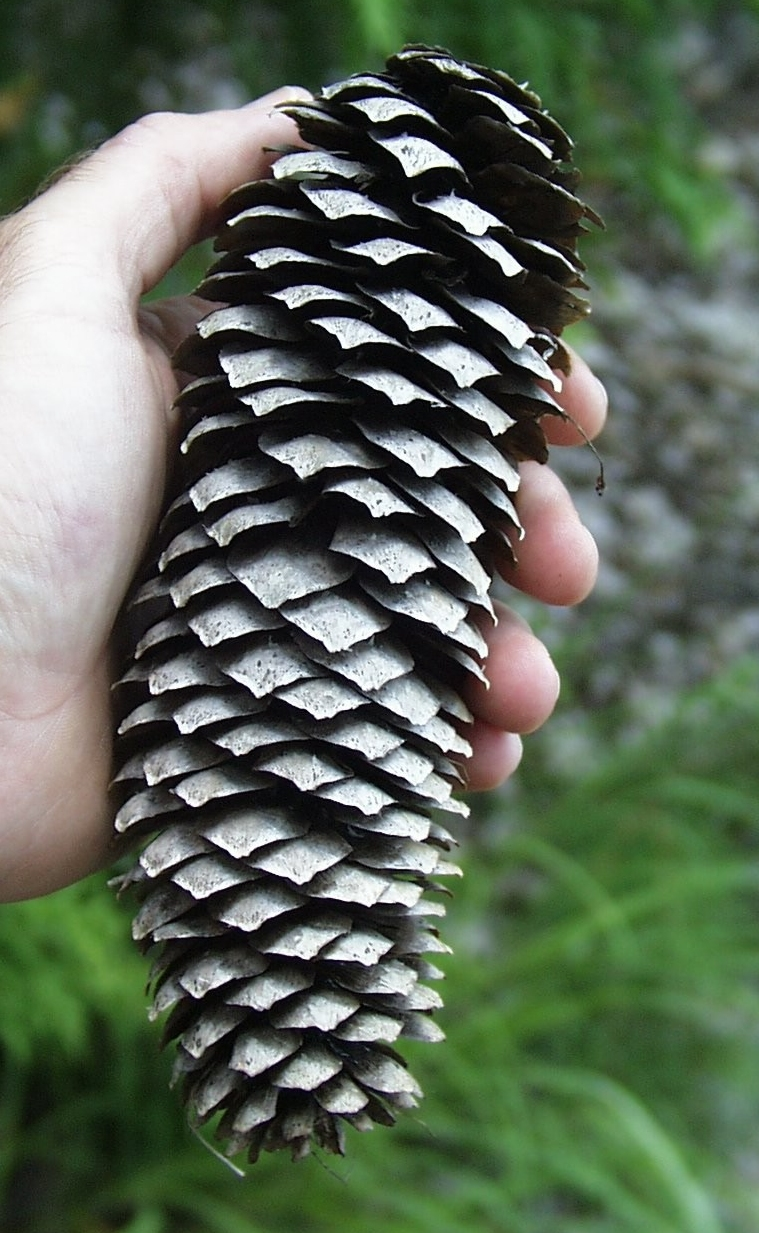
Afgevallen kegel van fijnspar

### Servische spar
De Servische spar (Picea omorika) kan 30 m hoog worden en heeft afhangende takken en een vrij smalle vorm. De bovenzijde van de naalden is groen en de onderzijde blauw.

### Witte spar
De witte spar (Picea glauca) komt oorspronkelijk uit Noord-Amerika.

## Toepassingen
Van bepaalde sparrensoorten kan hars en terpentijn gewonnen worden. De hars wordt verwerkt in balsems tegen reumapijn en longaandoeningen. Ook kan van het vocht uit de naalden en takjes met toevoeging van gember, hop, stroop of suiker en gist sparrenbier gemaakt worden. Dit bier werd vroeger op de zeilschepen gedronken als middel tegen scheurbuik.
Vurenhout, meestal sitkaspar of engelmannspar, wordt toegepast als klankbord (bovenblad) voor gitaren. De mindere kwaliteit hout is in laaggeprijsde instrumenten te vinden, de betere kwaliteiten in professionele gitaren. Het hout van de sitkaspar wordt gebruikt als klankhout voor kasten van luidsprekers, en de stam voor masten en gieken. Vroeger werd dit hout ook gebruikt voor de dragende delen van een houten vliegtuig.

### Kerstboom
De fijnspar wordt veel als kerstboom gebruikt en hier dan ook speciaal voor gekweekt. Duurdere kerstbomen zijn de blauwe spar (Picea pungens) en de Kaukasische zilverspar (Abies nordmanniana), die trager groeien, maar waarvan de naalden minder snel uitvallen.

## Oudste spar
In april 2008 maakte de Universiteit van Umeå bekend dat zij een 9550 jaar oude fijnspar (Picea abies) had ontdekt. Deze spar staat in Dalarna (Zweden). Wetenschappers hebben de leeftijd bepaald door de koolstof in het hout van de boom te analyseren. Deze spar is nu de oudst bekende boom ter wereld.